# 栗原卓也
栗原 卓也（くりはら たくや、1991年3月31日 - ）は、舞夢プロに所属していた日本の俳優である。大阪府出身。

## 人物
特技はサッカーで、幼少期から14年間続けており、大阪府大会で2回の優勝経験を持つ。ポジションはMF。中学時代、大阪市選抜でレギュラーに選ばれている。

## 出演

### テレビドラマ
- ドラマ30「ディア・ゴースト」（TBS） - 吉住光役
- 水戸黄門（TBS） - 太朗吉役
- 京都迷宮案内3（テレビ朝日系） - 北嶋幸一役
- 少年H〜青春篇〜（フジテレビ）
- パパ トールド★ミー 大切な君へ（NHK総合）
- 連続テレビ小説「オードリー」（NHK総合） - 原田進一役
- 純情商店街幽霊殺人事件 〜子連れ探偵 佐倉はるか〜（テレビ東京） - 上田直人役
- 連続テレビ小説「だんだん」（NHK） - ワイルドダックの客役
- 尾根のかなたに〜父と息子の日航機墜落事故〜後篇（WOWOW） - 光太郎の友達役
- 山田くんと7人の魔女「第1話」(フジテレビ)
- 大河ドラマ・八重の桜「第1話」
- アオイホノオ「最終話」（テレビ東京）
- ビター・ブラッド「第4話」(フジテレビ)
- ブラック・プレジデント「第9話」(フジテレビ)
- 警部補・杉山真太郎〜吉祥寺署事件ファイル（TBS） - 回想シーンの奈良岡健造役
- 大河ドラマ・花燃ゆ「第7話」（NHK）
- 破裂「第1話」（NHK総合）
- 忠臣蔵の恋〜四十八人目の忠臣〜（NHK総合）
- ラストコップ「第4話」（日本テレビ）
- 弱虫ペダル（BSスカパー!）
- ヒポクラテスの誓い「第5話」（WOWOW） - 回想シーンの津久場公人役
- スーパーサラリーマン左江内氏「第4話」（日本テレビ）
- 大河ドラマ・おんな城主 直虎「第28話」（NHK）
- 炎の転校生 REBORN 「第1話」（NETFLIX）
- マジムリ学園 「第1・２話」（日本テレビ）
- ミス・シャーロック/Miss Sherlock「第1話」（Hulu）
- LINEの答えあわせ〜男と女の勘違い〜「第8話」（読売テレビ）
- 相棒 Season20「第9話」（2021年）
- ムチャブリ！わたしが社長になるなんて（2022年）
- 死神さん2「第5話」（Hulu）
- かっこいいスキヤキ（2023年）
- だが、情熱はある「第8話」（2023年）
- アンチヒーロー 「第6話」（2024年）

### 映画
- ごめん（2002年） - ニャンコ役
- 星に願いを（2005年）
- 鉄人28号（2005年） - 鬼塚宏志役
- 酒井家のしあわせ（2006年） - 田上一成役
- 舞妓Haaaan!!!（2007年） - 七班の修学旅行生役
- 逆転のシンデレラ（2011年） - 美容師役
- バケモノの子（2015年）
- orange（2015年） - 松平卓也役
- Please Please Please（2017年） - ボボ役
- 鋼の錬金術師（2017年） - 東方司令部・軍人役
- Sea Opening（2018年） - ボボ役
- 189（2021年）- 加川啓介役
- キングダム2 遥かなる大地へ（2022年）

### ラジオドラマ
- 青春ラジオ小説 オートリバース（2020年12月、民放ラジオ99局・radiko） - 田原役

### CM
- 大幸薬品「正露丸」
- 奈良県広報課交通安全「シートベルト・チャイルドシート着用推進」
- ホンダプリモ新奈良
- ツーカーホン関西
- ダスキン
- 日清食品「カップヌードル」〜就職氷河期〜篇
- 朝日新聞社「朝日新聞〜サムライに告ぐ。〜篇」
- トヨタレンタカー「レン旅」 20%の奇跡 篇（2016年5月）
- モンスターストライク「年末年始 モンストやるなよ〜初詣〜篇」
- PlayStation「New みんなのGOLF」（2017年）
- エレクトロラックス「Purei9」（2018年）
- 日清食品「完全メシ」（2022年）
- TDCソフト（2024年）
- RIZAP「chocoZAP」家探し篇（2024年）

### 舞台
- 龍馬がいっぱい2018（2018年） - 主演・ニセ龍馬 役
- 素敵なカミングアウト（2019年） - 川島ケンジ役
- ガムシャラエール（2019年） - 宇澤寛人役

### 教育映画
- 父さんが泣いた日（主演）

### Vシネマ
- 裁きの銀 - 沖野浩一役

### WEBドラマ
- 記憶
- あの頃のわたしへ（2016年） - 貴樹役

### 劇場アニメ
- バケモノの子（2015年）

### その他
- 文具券（ACC賞受賞）
- ナショナル宝塚アイスリンク「パステル」
- 広島県東条町博物館展示映像
- 東武百貨店イルミネーション